# Delias ninus
Delias ninus är en fjärilsart som beskrevs av Wallace 1867. Delias ninus ingår i släktet Delias och familjen vitfjärilar. Inga underarter finns listade i Catalogue of Life.